# 朱莉·斯佩特
朱莉·斯佩特（英語：Julie Speight，1966年10月1日—），澳大利亚女子自行车运动员。她曾代表澳大利亚参加1990年英联邦运动会自行车比赛，获得一枚银牌。她也曾参加1988年夏季奥林匹克运动会。